# Autarquias do Humor
Autarquias do Humor foi um programa de televisão humorístico brasileiro. O programa começou a ser produzido em 2011 pela Novva Produções, posteriormente pela HD Produções, e desde então passou a ser exibido em algumas emissoras das regiões Norte e Nordeste do país. Seu nome foi baseado na turnê de shows com os personagens do humorista cearense Hiran Delmar, o qual também apresenta o programa.

## História
Devido ao sucesso do Nas Garras da Patrulha na Rádio Verdes Mares, o então superintendente do Sistema Verdes Mares, Mansueto Barbosa, teve a ideia de levar o programa à televisão. Assim, por volta de março de 2001, o programa começa a ser exibido na TV Diário. Naquela época, a emissora entrava no cenário nacional via satélite, através de transmissão de antenas parabólicas, fazendo com que o programa fosse amplamente divulgado, a ponto de fazer muito sucesso de audiência entre o público, em especial às crianças. Um dos personagens que mais faziam sucesso era o Coxinha (feito por Hiran Delmar) - que tinha como fiel amigo, o Doquinha - tanto que acabou virando a "estrela" do programa.
Tanto a emissora, como o programa, caíram no gosto de muita gente espalhada pelo país, com uma audiência favorável, chegando a incomodar também gigantes emissoras nacionais, como a Rede Globo. O fato da TV Diário pertencer ao mesmo grupo da TV Verdes Mares, afiliada à Globo no Estado do Ceará, fez com que a emissora da família Marinho tomasse uma atitude: se caso a TV Diário não parasse de ser transmitida pelas parabólicas, ela não renovaria a afiliação com a Verdes Mares. A consequência, claro, foi a saída da Diário do cenário nacional. Delmar lamentou a saída da emissora das parabólicas: “Foi uma paixão, uma febre nacional, mas quando cresceu demais os poderosos cortaram”, disse o humorista.
Por esse motivo, Delmar saiu da equipe do programa em 2009, para continuar fazendo shows de humor pelo país. O problema, é que parte dos personagens do programa foram criados e dublados por ele, fazendo com que esses mesmos personagens saíssem do ar, sendo substituídos por outros com as mesmas características. Dois anos depois, em 2011, ele criou o programa Autarquias do Humor, onde traz de volta todos os personagens que fazia no Garras, com o acréscimo de outro novos. A produtora local Novva Filmes ficou encarregada da produção do humorístico; já as emissoras TV União e Rede Meio Norte, cearense e piauiense, respectivamente, assinaram um contrato para exibi-lo. A emissora cearense deixou de exibir em 2014, e a emissora piauiense deixou de exibir em 2016/2017.
Com o sucesso, foram feitos vários shows com o título do programa, além do crescimento das vendas dos DVD's, e a exibição em outras emissoras, como NordesTV (2013) e TV Tiradentes (2015-2016). Atualmente, é exibido pela TV Difusora São Luís.

## Exibição
Na criação do programa, em 2011, era exibido pela TV União de Fortaleza e pela Rede Meio Norte de Teresina. Na União, era exibido diariamente no horário do almoço, porém, em 2014, foi substituído pelo programa Da Hora. Já na Meio Norte, era exibido às 17h30. O programa saiu do ar na emissora piauiense, mas devido a falta de fontes, não se sabe ao certo quando isso aconteceu, mas são mais precisos os anos de 2016 e 2017.
Em 2013, o programa teve uma breve exibição na NordesTV (então afiliada da Band em Sobral, no Ceará), como parte do pacote da nova programação da emissora, mas logo depois é retirado da grade. Em dezembro de 2015, a TV Tiradentes (afiliada ao Esporte Interativo em Manaus, no Amazonas) foi a primeira emissora a exibir o programa fora da região nordeste do Brasil. Era exibido de segunda à sexta, ao meio-dia, e com reprise às 22h00. O contrato com a emissora manauara acabou em 2016.
Desde o dia 24 de julho de 2017, a TV Difusora (afiliada ao SBT em São Luís do Maranhão) passa a exibir o programa de segunda à sexta, como parte das novidades na programação da emissora. Primeiramente era exibido às 11h50, sendo, depois, deslocado às 13h45. O programa, no entanto, foi cancelado, sendo assim, reprisado pela emissora.